# Cromie McCandless
Cromie McCandless (Belfast, 16 de enero de 1921-17 de enero de 1992) fue un piloto de motociclismo británico que compitió en el Campeonato del Mundo de Motociclismo desde 1949 hasta 1952.

## Biografía
El nombre de McCandless aparece por primera vez en el palmarés del Manx Grand Prix de 1947 y consigue su primera victoria en esta carrera en 1949. Por lo que respecta al Mundial, ya empieza a participar en la primera edición del Campeonato del Mundo de Motociclismo, aunque no consigue entrar en la zona de puntos. Sus primeros buenos resultados llegaron en 1951 y también su primera victoria: el Tourist Trophy de 1951. Todo ello le valió la tercera posición en la clasificación general de la cilindrada de 125 cc. En 500cc, solo participó en una carrera. Lo hizo con la Norton y acabó en el podio de la TT de Man.
En 1952 se adjudicó su segunda victoria de un Gran Premio, en este caso el Gran Premio del Úlster de 500cc a bordo de una Gilera y acabó en el noveno puesto de la clasificación general.
El nombre de Cromie también será recordado por haber trabajado con su hermano Rex por haber contribuido al estudio de un chasis particular para motocicletas que será utilizado por Norton para la producción de modelos famosos como la Norton Manx

## Estadísticas
Sistema de puntuación en 1949:
| Posición | 1.º | 2.º | 3.º | 4.º | 5.º | Vuelta rápida |
| Puntos   | 10  | 8   | 7   | 6   | 5   | 1             |

Sistema de puntuación desde 1950 hasta 1968:
| Posición | 1.º | 2.º | 3.º | 4.º | 5.º | 6.º |
| Puntos   | 8   | 6   | 4   | 3   | 2   | 1   |

Hasta 1955 se contaban los 5 mejores resultados.
(carreras en cursiva indica vuelta rápida)
| Año  | Clase  | Equipo  | 1     | 2     | 3     | 4     | 5     | 6     | 7     | 8     | Pts | Pos  |
| ---- | ------ | ------- | ----- | ----- | ----- | ----- | ----- | ----- | ----- | ----- | --- | ---- |
| 1949 | 500cc  | Mondial | IOM - | SUI - | NED - | BEL - | ULS 6 | NAT - |       |       | 0   | -    |
| 1950 | 350cc  | Norton  | IOM 8 | NED - | BEL - | SUI - | ULS - | NAT - |       |       | 0   | -    |
| 1950 | 500cc  | Norton  | IOM 8 | NED - | BEL - | SUI - | ULS - | NAT - |       |       | 0   | -    |
| 1951 | 125 cc | Mondial | ESP - |       | IOM 1 |       | NED - |       |       | NAT 4 | 11  | 3.º  |
| 1951 | 350 cc | Norton  | ESP - | SUI - | IOM 7 | FRA - | NED - | BEL - | ULS - | NAT - | 0   | -    |
| 1951 | 500 cc | Norton  | ESP - | SUI - | IOM 3 | NED - | BEL - | FRA - | ULS - | NAT - | 4   | 13.º |
| 1952 | 125 cc | Mondial |       | IOM 4 | NED - |       | GER - | ULS - | NAT - | ESP - | 3   | 12.º |
| 1952 | 500 cc | Norton  | SUI - | IOM 6 | NED - | BEL - | GER - | ULS 1 | NAT - | ESP - | 9   | 9.º  |